# Triumph Super 9
La Super 9 è un'autovettura prodotta dalla Triumph dal 1931 al 1933.

## Caratteristiche
Erano offerte tre versioni, tutte montate sullo stesso telaio, che avevano carrozzerie differenti: berlina quattro porte, torpedo quattro porte e torpedo due porte. Quest'ultima era conosciuta come Southern Cross.
La Super 9 fu la prima Triumph ad utilizzare un impianto elettrico da 12 V, anche se i primi esemplari di Southern Cross montarono per un breve periodo un sistema a 6 V. Le due batterie da 6 V erano alloggiate sotto il pavimento, in corrispondenza dei passeggeri posteriori. Sul prototipo del modello era invece installata una sola batteria da 12 V.
La Super 9 ebbe un altro primato: fu il primo modello della casa automobilistica britannica ad aver installato un motore della Coventry Climax, che produceva propulsori sotto licenza Triumph. Questo motore era un quattro cilindri in linea da 1.018 cm³ di cilindrata, avente un alesaggio di 60 mm ed una corsa di 90 mm. L'alimentazione era fornita da un singolo carburatore della Solex.
Il cambio era manuale a quattro rapporti più la retromarcia. I freni erano idraulici a tamburo, mentre le sospensioni erano a balestra. Lo sterzo era a vite senza fine. Molti componenti del telaio e della trasmissione erano comuni con le Super 7 e Super 8.
Le portiere della versione berlina erano incernierate anteriormente, mentre quelle posteriori erano fissate posteriormente.
La differenza maggiore tra gli esemplari del 1931 ed i modelli successivi, risiedeva nella forma della calandra.
Erano offerti tra gli optional il portapacchi ed i paraurti cromati. La tappezzeria e le fodere dei sedili erano in pelle. La strumentazione comprendeva il tachimetro, l'orologio, l'indicatore del livello dell'olio e l'amperometro. Dopo il 1931 fu aggiunto l'indicatore del livello del carburante. Prima di quest'ultimo, il modello era dotato solamente di una spia che avvisava il conducente quando la vettura era in riserva. Era offerto, tra l'equipaggiamento di serie, il tettuccio apribile, che era mosso da una manopola manuale collocata sopra il guidatore. I sedili posteriori erano dotati di braccioli, che però non erano presenti sul prototipo.
Il modello era in vendita a 185 sterline. Alla Super 9 vennero assegnati 8,9 cavalli fiscali.